# Noël et Marie
Noël et Marie est une série de bande dessinée d'aventure et historique mettant en scène deux adolescents sous la Révolution française. Écrite par Jean Ollivier et François Corteggiani, dessinée par Jean-Yves Mitton, Noël et Marie fait son apparition dans Pif Gadget (no 1019) en octobre 1988 avant d'être collectée en albums.
La narration est empreinte d'idéaux humanistes, internationalistes, optimistes (comme l'abolition de l'esclavage).

## Synopsis
En octobre 1988, pour célébrer le bicentenaire de la Révolution, Pif Gadget propose un supplément historique, Le Petit Sans-Culotte, où figurent les aventures de Noël Luzerne et Marie Chabot : deux adolescents qui, en décembre 1788, quittent leur Morvan natal et affrontent des péripéties contre des loups et des brigands. Ils parviennent à Paris en janvier. Ils sont ensuite témoins des évènements majeurs de cette époque. La saga compte quelque 300 pages.
Le dessinateur Jean-Yves Mitton a décrit la série comme un travail de commande qu'il avait cependant réalisé avec « curiosité et plaisir », tout en remarquant le manque de réalisme du scénario : « La Révolution sans guillotine et sans la Terreur, revue et revisitée par le Parti communiste de l’époque et destinée à un public déjà acquis n’était qu’une fête de 14 juillet sous les lampions ». 

## Albums
1. Noël et Marie : tome 1, Éd. Messidor/La Farandole, coll. Pif/La Farandole, mars 1989  (ISBN 2-209-06135-0). (BNF 43389720)
2. La patrie en danger (1789/1792), Éd. Messidor/La Farandole, coll. Pif/La Farandole, juin 1989  (ISBN 2-209-06188-1). (BNF 43425054)
3. Valmy 1792, Éd. Messidor/La Farandole, coll. Pif/La Farandole, août 1989  (ISBN 2-209-06190-3)